# Nikša Dobud
Nikša Dobud (Dubrovnik, 5 de agosto de 1985) é um jogador de polo aquático croata, campeão olímpico.

## Carreira
Dobud fez parte do elenco campeão olímpico pela Croácia em Londres 2012.